# Пьяна Гора
Пьяна Гора (словен. Pijana Gora) — поселення в общині Кршко, Споднєпосавський регіон, Словенія. Висота над рівнем моря: 268,7 м.